# HC Davos

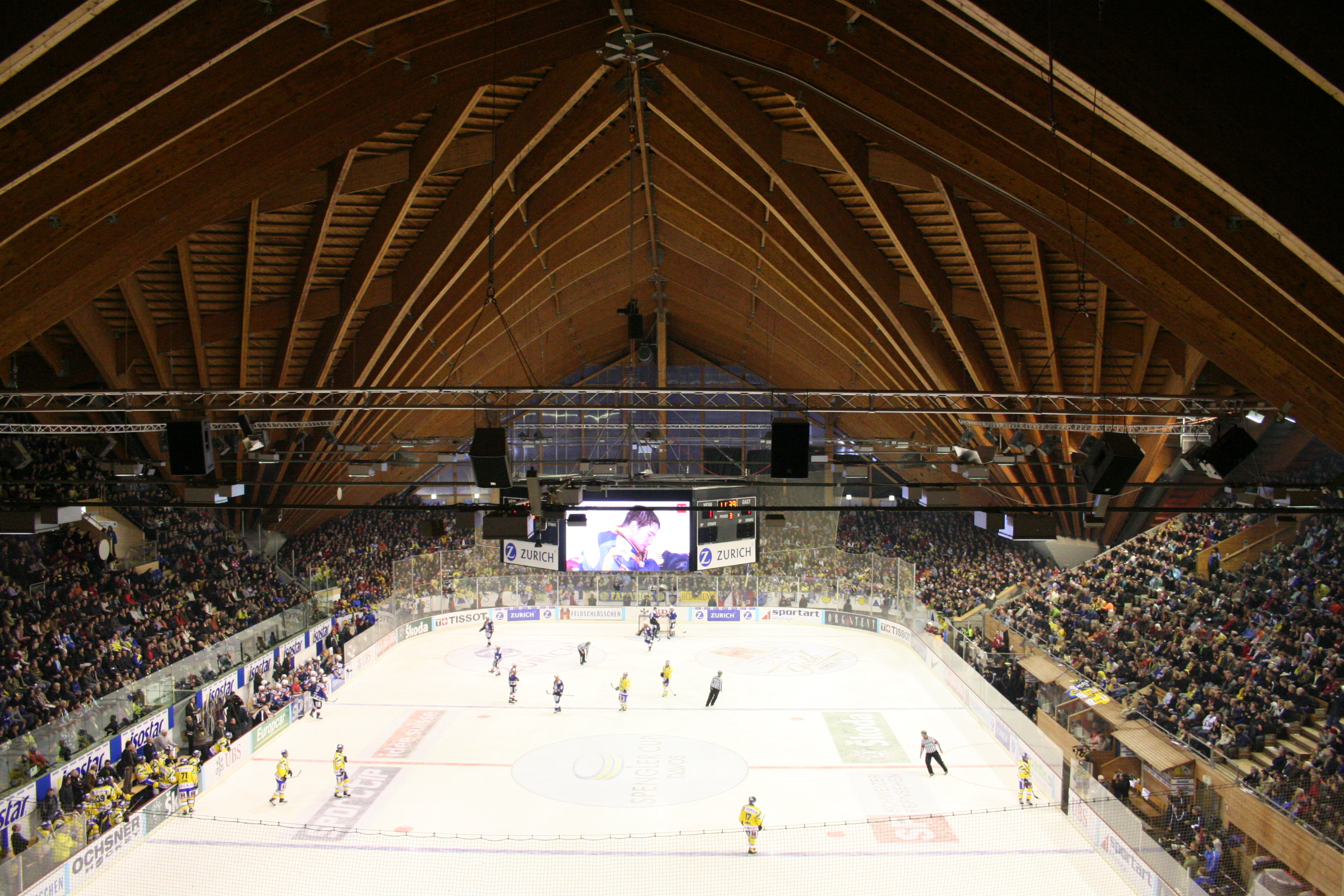

HC Davos is een ijshockeyclub uit het Zwitserse Davos. De club speelt in de nationaalliga A van de Zwitserse ijshockeycompetitie. De clubkleuren zijn blauw-geel (naar de vlag van Davos) en de mascotte is de steenbok.
De club werd opgericht in 1921 en werd in 2015 voor de 31e keer kampioen van Zwitserland. De thuisbasis is een indrukwekkend, in beton en hout opgetrokken, overdekt ijsstadion; liggend naast de bekende openluchtschaatsbaan.
De HC Davos organiseert jaarlijks het internationale toernooi om de Spengler Cup.